# Dyna

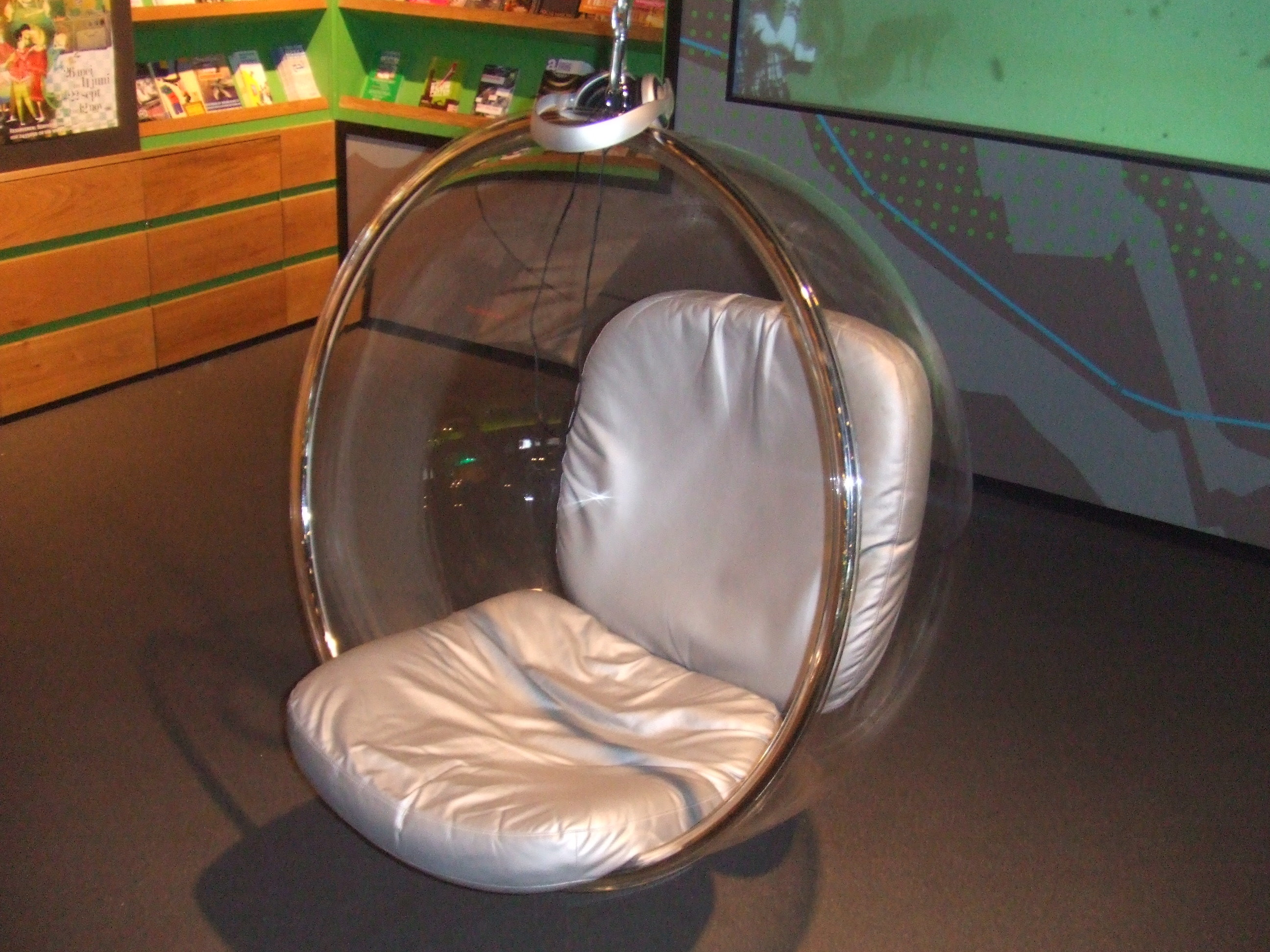
Dynor i modern stol.

Dyna, exempelvis stolsdyna eller soffdyna, är en ganska platt tygöverdragen stoppad kudde som används till att sitta på eller stödja sig mot för ökad komfort. Storlek, form och tjocklek varierar beroende på ändamål. Dynor kan användas i exempelvis soffor, köksstolar, kökssoffor, hammockar och gungstolar.
Dynans överdrag utgörs av ett var som ofta är mer arbetat på ovansidan, än den enklare baksidan. Vävda tyger eller broderade förekommer än idag.
När dynorna hade sin storhetstid i hemmen var stoppningen av dun, hår eller halm osv. I dagens dynor används andra material.
Dynor kan ha stor betydelse för akustik i gamla kyrkor. Kyrkbänkar kläddes sällan med tyger när merparten av dem byggdes, varför ljudåtergivningen blir lite speciell. 
En dyna kan också avse ett till utseendet liknande föremål med annat användningsområde, exempelvis nåldyna, trampdyna och knyppeldyna.
Ordet "dyna" finns belagt i svenska språket sedan första hälften av 1400-talet.